# Джон Долар
Джон Долар (англ. John Dollar; народився в 1961 році в Джорджії) — американський художник, найбільш відомий своїм внеском у низку рольових ігор у середині та наприкінці 1990-х (властивості TSR і White Wolf's Changeling).

## Життєпис
Ілюстрації Джона Доллара з'являлися в багатьох ігрових продуктах, деякі з яких включають налаштування кампанії TSR, Inc. Dungeons & Dragons Ravenloft, Birthright, Dark Sun, а також статті Planescape і Dragon Magazine і Dungeon Magazine, Earthdawn FASA, Рольова гра «Зоряні війни» West End Games, Werewolf: The Apocalypse від White Wolf Publishing і Changeling: The Dreaming, Sovereign Stone Ларрі Елмора, а нещодавно до антології «Tales of the Emerald Serpent» і «Shadowhunter's Codex» Кассандри Клер.

## Опубліковані праці
Наведена нижче бібліографія є списком, де з'являлися мистецькі роботи Джона Долара.

### Хроніки мисливця за тінями, Кассандра Клер
- «Кодекс мисливця за тінями, путівник у світ нефілімів», вересень 2013 р.

### White Wolf Publishing

#### Світ Темряви
- «Світ пітьми: час суду», 2004

#### Changeling: The Dreaming
- «Kithbook: Sluagh», 1997
- «Kithbook: Nockers», 1997
- «Changling: The Dreaming», 2-е видання, 1997

### West End Games

#### Star Wars
- «Академія джедаїв», 1996

### TSR, Inc.

#### Dragon Magazine
- «Екологія кришталевого павука», журнал Dragon № 221, вересень 1995 р.
- «Осквернителі та хранителі», журнал Dragon № 231, липень 1996
- «Артефакти Атаса, потужні реліквії для заходу темного сонця», журнал Dragon № 234, жовтень 1996 р.

#### Dungeon Magazine
- «У пошуках кривавого срібла», журнал Dungeon № 59, травень/червень 1996
- «Око барона», журнал Dungeon № 58, березень/квітень 1996 р.
- «Під покровом страху», журнал Dungeon № 57, січень/лютий 1996 р.

#### Забуті королівства
- «Воїни та жерці царств», 1996

#### Рейвенлофт
- «Смерть звільнена», 1996
- «Сходження смерті», 1996
- «Викувана пітьмою», 1996

#### Право народження
- «Секрети гравця Хурана», 1996
- «Гавані Великої Бухти», 1996
- «Меч і корона», 1995
- «Міста сонця», 1995

#### Темне сонце
- «Трі-Крін з Атаса», 1995
- «Мандрівники зубчастих скель. Хроніка мандрівника», 1995 рік
- «П'ятирічка за межами призми», 1995
- «Постановка кампанії темного сонця, розширена та переглянута», 1995